# Samarica
Samarica is een plaats in de gemeente Ivanska in de Kroatische provincie Bjelovar-Bilogora. De plaats telt 253 inwoners (2001).